# Marita Sandig

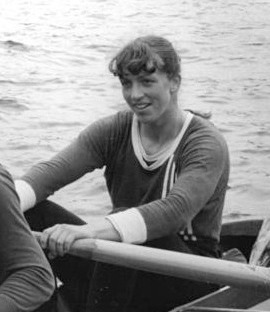
Marita Gasch wird 1984 DDR-Meister im Zweier ohne

Marita Sandig (* 4. April 1958 in Lichtenstein, nach Heirat Gasch) ist eine ehemalige Ruderin aus der Deutschen Demokratischen Republik. 1980 gelang ihr im Achter der Olympiasieg.
Marita Sandig belegte bei der Spartakiade 1975 den zweiten Platz im Vierer und Achter und wurde 1976 DDR-Juniorenmeisterin. Die Ruderin vom SC DHfK Leipzig rückte 1977 in den DDR-Achter auf, der nach dem Olympiasieg 1976 komplett neu zusammengestellt wurde. Dieser junge Achter siegte auf Anhieb bei der Weltmeisterschaft. Im Jahr darauf wechselte Sandig zusammen mit Kersten Neisser aus dem Weltmeisterboot in den Leipziger Vierer mit Steuerfrau und auch in dieser Bootsklasse errang sie auf Anhieb den Weltmeistertitel. Im Jahr darauf belegte der Vierer bei der Weltmeisterschaft den zweiten Platz hinter dem sowjetischen Boot.
Bei den Olympischen Spielen 1980 in Moskau saßen Sandig und Neisser wieder im Achter, der in der Besetzung Martina Boesler, Kersten Neisser, Christiane Köpke, Birgit Schütz, Gabriele Kühn, Ilona Richter, Marita Sandig, Karin Metze und Steuerfrau Marina Wilke mit einer knappen Sekunde vor dem sowjetischen Achter den Olympiasieg erruderte. Für diesen Erfolg wurde sie mit dem Vaterländischen Verdienstorden in Silber ausgezeichnet. Bei der Weltmeisterschaft 1981 fuhr Marita Sandig wieder mit im Vierer und erhielt erneut Silber hinter der sowjetischen Crew.
1982 wechselten Marita Sandig und Silvia Fröhlich in den ungesteuerten Zweier und gewannen bei der Weltmeisterschaft auf dem Rotsee den Titel. Nach Maritas Heirat mit dem Ruderer Uwe Gasch konnten Marita Gasch und Silvia Fröhlich 1983 den Titel in Duisburg verteidigen. 1984 siegten die beiden bei der DDR-Meisterschaft und bei der Rotsee-Regatta, wo sie auch die späteren Olympiasiegerinnen Rodica Arba und Elena Horvat aus Rumänien schlugen. An den Olympischen Spielen 1984 konnten Gasch und Fröhlich wegen des Olympiaboykotts nicht teilnehmen. Im selben Jahr erhielt sie erneut den Vaterländischen Verdienstorden in Silber.